# مرجانی موئین
مرجانی موئین (نام علمی: Arenaria leptoclados) نام یک گونه از سرده مرجانی است.